# Belvedere Langhe
Belvedere Langhe est une commune de la province de Coni dans le Piémont en Italie.

## Administration
| Période                                  | Période  | Identité          | Étiquette    | Qualité |
| ---------------------------------------- | -------- | ----------------- | ------------ | ------- |
| juin 2004                                | mai 2019 | Gualtiero Revelli | Lista Civica |         |
| mai 2019                                 | En cours | Biagina Cartosio  | Lista Civica |         |
| Les données manquantes sont à compléter. |          |                   |              |         |

### Communes limitrophes
Bonvicino, Clavesana, Dogliani, Farigliano, Murazzano